# Pradera nacional Black Kettle

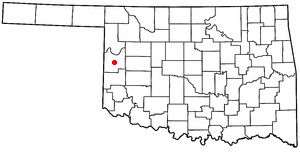
Ubicación de la Pradera Nacional Black Kettle

La Pradera Nacional Black Kettle está ubicada entre los condados de Roger Mills, Oklahoma y  Hemphill (Texas), en Estados Unidos. Comprende 12,6 ha, de las cuales 12,4 se encuentran en el estado de Oklahoma.
Su administración corresponde a la Autoridad del Bosque Nacional Cibola, quien también tiene a cargo la Pradera Nacional Rita Blanca y la Pradera Nacional McClellan Creek

## Descripción
La Pradera Nacional consiste de un centenar de parcelas de terreno intercaladas con ranchos privados. Se encuentra ubicada en una región de praderas de pastos mixtos. El terreno se caracteriza por colinas de piedra pizarra arenosas y rojas, además de pastizales y arbustos de roble. Los fondos de la quebrada están arbolados con álamos, olmos y almeces. La fauna incluye a especies como el venado de cola blanca, pavos y codornices.  El río Washita fluye a través de la pradera. Hay un pequeño riachuelo cerca de sus nacientes, de tan sólo unos metros de ancho y de poca profundidad.  La ciudad más cercana es Cheyenne donde se ubica la administración de la pradera.

## Historia
Black Kettle estuvo poblada por la tribu comanche y por otros grupos indígenas nómadas que acamparon y cazaron en la zona, atraídos por la abundancia de fuentes de agua, leña y manadas de búfalos. En 1868, el teniente coronel George Armstrong Custer condujo un ataque a una aldea cheyenne, conocido como Masacre del Río Washita. La pradera recibe su nombre de Black Kettle, líder indígena asesinado en ese ataque. El territorio pasó a formar parte de las reservas indias cheyenne y arapajó en 1867 y fue abierta para los asentamientos blancos en 1892.  Los granjeros disfrutaron de varios años de buena cosecha, especialmente trigo, hasta que tuvo lugar el fenómeno conocido como Dust Bowl durante los años 1930. Una deficiente conservación y las prácticas agrícolas, combinados con períodos de viento, sequías y lluvia, erosionaron la zona de su capa superficial del suelo y el gobierno terminó comprando las tierras a los agricultores en quiebra. En 1938, el Servicio de Conservación de Recursos Naturales comenzó los esfuerzos de reforestación y restauración del suelo, y en 1960 fue designado como pradera nacional.  Actualmente, la pradera es usada para recreación, producción de petróleo y gas, y pastoreo de ganado.

## Recreación

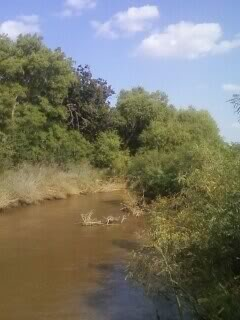
El río Washita, que fluye por la Pradera Nacional.

Existen tres áreas recreativas en Oklahoma y una en Texas. Dead Warrior Lake tiene 32 ha de extensión, y se ubica a 17 km al norte de Cheyenne. Spring Creek Lake está a 22 km al norte de Cheyenne y posee 20 hectáreas. Por su parte, Skipout Lake cuenta con 24 ha, a 16 km al oeste de Cheyenne. Un sendero de 1,75 millas (2,8 km) rodea el lago. El área de Lake Marvin en Texas cuenta con 25 ha de extensión. Todos los lagos ofrecen pesca, sitios para hacer pícnic y áreas para acampar. Actividades como el senderismo, la observación de la vida silvestre y la caza están permitidas en la mayor parte de las Praderas Nacionales. A seis km de Cheyenne, Croton Creek Watchable Wildlife Area, tiene dos circuitos de senderos, totalizando unos 2,5 km.
El Hito Histórico Nacional Campo de Batalla de Washita se ubica al oeste de Cheyenne y ofrece senderos de 2,4 km de extensión, un centro de visitantes, y vistas panorámicas del campo de batalla y de la Pradera Nacional.
Al norte de la Pradera se encuentra el río Canadiano, que discurre a través de estepas y un cañón montañoso. Al lado norte del río, en el condado de Ellis (Oklahoma) está el Packsaddle Wildlife Management Area, consistente en más de 7 900 km de pastizales mixtos, bosques en las tierras bajas del río, y coloridos cerros de arena roja.  Es popular la caza de venados de cola blanca, codornices y pavos.  Cerca se encuentra la reserva Four Canyon de la organización privada The Nature Conservancy, que cuenta con 1 618 ha de terrenos de similares características. Dicha institución intenta erradicar especies de plantas no nativas de la reserva y mejorar el hábitat para las especies de las praderas como el vulnerable gallo de las praderas chico.
Se estima que las praderas son el ecosistema más amenazado en Norteamérica.  Tanto la Pradera Nacional, como Packsaddle y la reserva Four Canyon conservan un remanente significativo de pradera de hierbas mixtas y pradera fluvial de flujo libre.

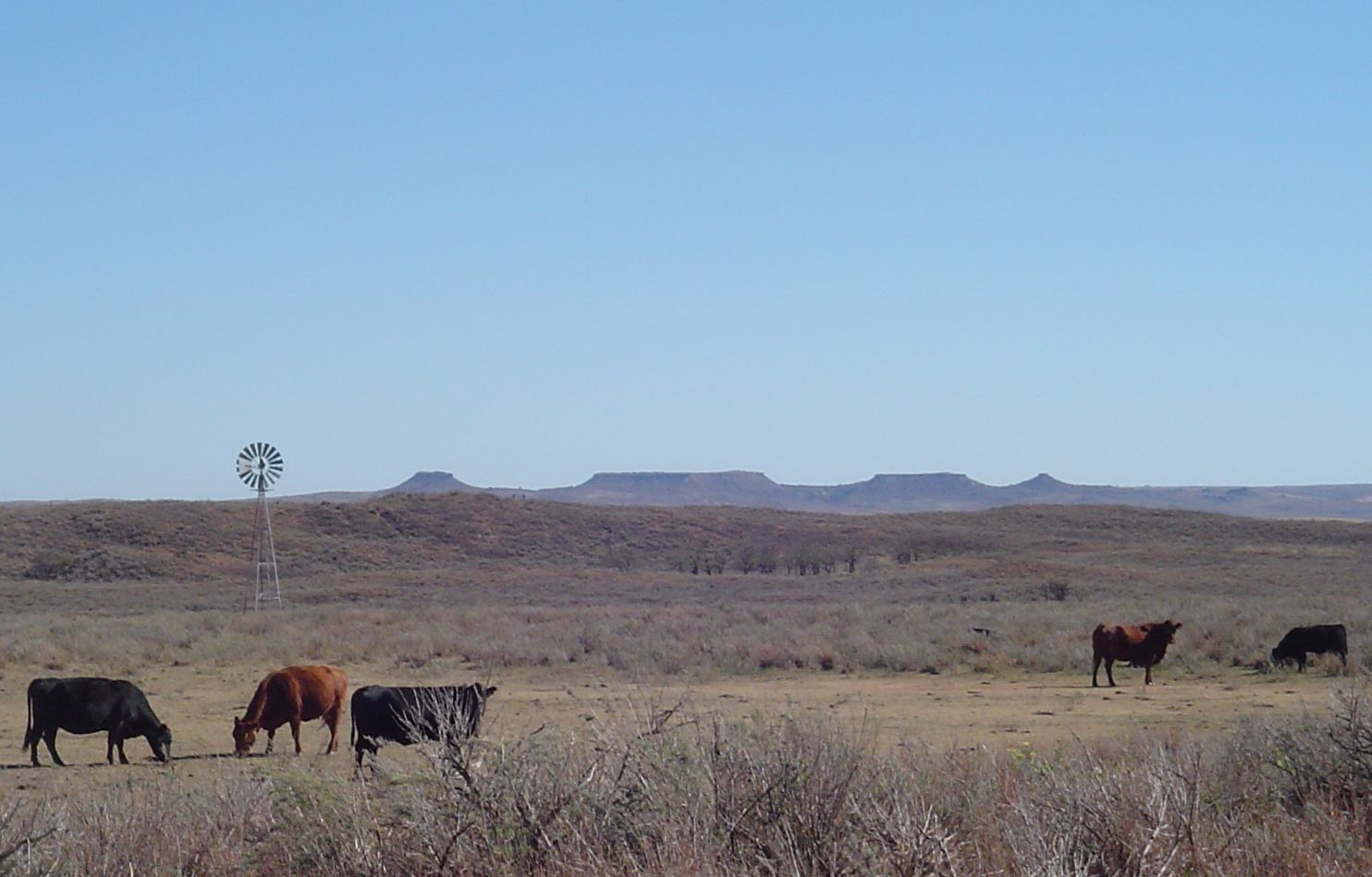
Escena de la región de Black Kettle con los Montes Antílope al fondo. Los arbustos de roble (Quercus havardii) de la imagen son típicos de suelos arenosos.